# S · A: Special A
S · A: Special A (S·A(スペシャル·エー), S·A (Supesharu Ē)), também conhecido como Special A ou S.A, é um mangá shōjo escrito por Maki Minami. A série começou a ser serializada na revista bimestral The Hana to Yume e, depois, passou para a revista quinzenal Hana to Yume em 2004, após a publicação de quatro capítulos. A série terminou com 99 capítulos em 19 de março de 2009.
A série foi licenciada na América do Norte pela Viz Media e na Austrália e Nova Zelândia pela Madman Entertainment.

## Sinopse
Desde pequena, Hikari Hanazono treina duro para se tornar uma poderosa lutadora e, consequentemente, ser a melhor de todas. No entanto, um dia ela conhece Kei Takishima e o desafia para uma luta. Após ser derrotada por ele, Hikari decide ser melhor que Kei na escola e em competições esportivas. Com esse objetivo, ela passa a estudar no mesmo colégio que ele.
A Hakusenkan é uma escola de elite para os ricos, o que custa uma fortuna para o pai carpinteiro de Hikari. Ela e Kei são os dois melhores alunos da instituição, embora Kei sempre fique com a primeira colocação nos testes. Hikari considera Kei como um rival e um amigo importante e, assim, não percebe que ele está apaixonado por ela.
No começo, a série é focada principalmente em Hikari e nas suas constantes tentativas de derrotar seu único rival, Kei, e como ela encontra o amor no meu meio dessa disputa. No entanto, a série também mostra a história dos outros cinco membros da classe S.A –Akira Toudou, Tadashi Karino, Megumi e Jun Yamamoto e Ryuu Tsuji– e seus relacionamentos. Yahiro Saiga e Sakura Ushikubo, dois estudantes da instituição rival Kokusen, também acabam se tornando personagens recorrentes na série.

## Personagens
Hikari Hanazono (華園 光, Hanazono Hikari)
Dubladora: Yuko Goto
A protagonista da história. Ela é a segunda colocada nos testes da escola. Hikari é bastante energética e bondosa, porém é desligada quando o assunto é amor. Ao contrário dos seus colegas, ela vem de uma família simples, sendo seu pai um carpinteiro. Quando tinha seis anos, Hikari experimentou sua primeira derrota e humilhação, quando perdeu para Kei Takishima em uma luta. Determinada a vencer Kei, a garota convenceu o pai a deixá-la estudar na mesma escola que Kei e, dessa forma, vencê-lo em qualquer coisa, seja nos testes ou eventos esportivos. Mais tarde, ela percebe que está apaixonada por Kei.
Kei Takishima (滝島 彗, Takishima Kei)
Dublador: Jun Fukuyama
Ele é o rival de Hikari e ocupa a primeira posição nos testes da escola. Kei sempre foi apaixonado por Hikari, desde que eram crianças, mas a garota nunca percebeu seus sentimentos. Ele é bastante frio e pensa bastante antes de agir, porém perde essa compostura quando Hikari está em apuros. Ele é filho do CEO da Takishima Corporation.
Jun Yamamoto (山本 純, Yamamoto Jun)
Dublador: Tsubasa Yonaga
É o terceiro colocado nos testes da escola e filho de um produtor musical e vocalista talentoso. Jun é bastante tímido perto de garotas e isso acaba se tornando um charme. Diferente dos seus amigos, ele é bastante calmo e evita se envolver em qualquer tipo de disputa.
Megumi Yamamoto (山本 芽, Yamamoto Megumi)
Dubladora: Ayahi Takagaki
É a quarta colocada nos testes da escola e é a irmã mais velha de Jun. Ela e seu irmão são bastantes próximos de Ryuu, a quem conhecem desde pequenos. Megumi se recusa a falar, pois quer preservar a sua voz para cantar. Assim, ela escreve em um bloco de notas para se comunicar com seus amigos. Ela é apaixonada por Yahiro Saiga.
Tadashi Karino (狩野 宙, Karino Tadashi)
Dublador: Hiro Shimono
É o quinto colocado nos testes da escola e é filho do diretor da escola. Ele gosta de viajar e, geralmente, faz qualquer coisa que queira ou que acha conveniente. Ele é apaixonado por Akira.
Akira Toudou (東堂 明, Tōdō Akira)
Dubladora: Hitomi Nabatame
É a sexta colocada nos testes da escola e é filha do dono de uma companhia aérea. Ela é apaixonada por Tadashi.
Ryuu Tsuji (辻 竜, Tsuji Ryū)
Dublador: Kazuma Horie
É o sétimo colocado nos testes da escola e é filho do CEO de uma companhia de carros esportivos. Adora animais e é bom em lidar com crianças.

## Mídia

### CD Drama
Em 23 de fevereiro de 2007, um CD drama do Special A foi lançado no Japão. Ele foi focado no dia dos namorados.
Elenco
- Hikari Hanazono: Masumi Asano
- Kei Takishima: Kenichi Suzumura
- Tadashi Karino: Masakazu Morita
- Akira Toudou: Yuu Asakawa
- Jun Yamamoto: Souichiro Hoshi
- Megumi Yamamoto: Tamaki Nakanishi
- Ryuu Tsuji: Hirofumi Nojima
- Yahiro Saiga: Daisuke Namikawa
- Sakura Ushikubo: Yumi Kakazu
- Aoi Ogata: Daisuke Ono

Um segundo CD drama foi lançado em 18 de junho de 2008. Ele foi focado nos garotos da classe S.A. O CD incluiu músicas de fundo do anime. Em agosto de 2008, foi lançado o terceiro CD drama da série, dessa vez focado nas garotas da classe S.A, incluindo também músicas de fundo do anime. Os dois CDs usaram o elenco do anime.

### Anime
Na 21º edição da revista Hana to Yume de 2007, foi anunciado que S.A teria uma adaptação em anime de 24 episódios. O anime foi ao ar no Japão em 6 de abril de 2008.
A primeira abertura chama-se "Special Days" e é cantada por Yuko Goto, Hitomi Nabatame e  Ayahi Takagaki, sendo procedida pela canção "Hidamari no Gate" (陽だまりのゲート) por Jun Fukuyama, Hiro Shimono, Tsubasa Yonaga e Kazuma Horie. O primeiro encerramento é "Gorgeous 4U", cantado por Jun Fukuyama, Hiro Shimono, Tsubasa Yonaga e Kazuma Horie, o qual foi substituído pela música "Special Gyutto Good Luck!" (スペシャル☆ギュッとGood luck!) por Yuko Goto, Hitomi Nabatame e Ayahi Takagaki.